# بلال بنخدیم
بلال بنخدیم (انگلیسی: Bilal Benkhedim؛ زادهٔ ۲۰ آوریل ۲۰۰۱) بازیکن فوتبال است.
از باشگاه‌هایی که در آن بازی کرده‌است می‌توان به باشگاه فوتبال سن-اتین اشاره کرد.
وی همچنین در تیم ملی فوتبال زیر ۱۸ سال فرانسه بازی کرده‌است.